# 马达加斯加板块
马达加斯加板块是马达加斯加岛所在的板块，它曾与冈瓦纳大陆相连，后来又与印度-澳大利亚板块相连。
索马里海盆的张裂始于3亿年前的石炭纪末，是卡鲁张裂系统的一部分。冈瓦纳大陆的分裂及戴维断裂带的转换断层发生于约1.82亿年前的托阿尔期，即卡鲁地幔柱喷发之后；此时，包含南极洲板块、马达加斯加板块、印度板块和澳洲板块的东冈瓦纳大陆开始与非洲板块分离。约1.15–1.2亿年前印度开始向北移动时，东冈瓦纳也开始分裂。8400–9500万年前，张裂将塞舌尔和印度及马达加斯加分离开。
马达加斯加板块自形成以来大致与非洲板块同步移动，因此有人质疑马达加斯加板块应是非洲板块的一部分。 

## 冈瓦纳大陆的形成
马达加斯加板块曾位于冈瓦纳大陆的中部，包含东非造山带的一部分，其形成于新元古代到寒武纪的冈瓦纳大陆形成阶段。这在很大程度上影响了马达加斯加中部和北部的地质。
全岛可分为4个构造地质单元：安通吉尔地块、塔那那利佛地块、南部的贝基利带和北部的贝马里武带。
- 安通吉尔地块的特征是被花岗岩侵入的32亿年前的片麻岩，花岗岩经历了绿片岩变质作用。
- 塔那那利佛地块包含25一年前的片麻岩，与较年轻的花岗岩类和辉长岩层叠。其变质为麻粒岩。

- 贝马里武带包含两个区域，南部为变质沉积片麻岩，北部为花岗岩穹丘。
- 贝基利带主要由沉积原岩、麻粒岩和上角闪岩级片麻岩组成。

马达加斯加岛北部的地块由太古宙克拉通物质构成。安通吉尔地块与印度的达尔瓦克拉通有联系，但西面的塔那那利佛地块已被严重改造，难以与其他大陆联系起来。
岛中部含有来自非洲和印度大陆架的变质沉积岩，这就是Itremo组，其中也有来自安通吉尔地块的侵入物。Itremo板块在马达加斯加~7亿年的混合过程中发生褶皱，现在包含直立褶皱、发散逆断层和走滑断层。

## 断裂
马达加斯加板块在冈瓦纳断裂期间经历了两次主要的断裂事件。首先，1.6亿年前从非洲板块中分离出来；6600–9000万年前与塞舌尔和印度分离。
第一次断裂造成了群岛以西莫桑比克海峡的戴维脊沿线的位移，是现已湮灭的转换断层。这次断裂还与白垩纪晚期到新生代（始新世到中新世）的广泛变形与火山活动有关。
第二次断裂造成了马达加斯加南部（如爱德华王子群岛）的火山活动。火山活动范围如此之广，以至于在白垩纪晚期，马达加斯加可能完全被第二次断裂相关的火山活动形成的溢流玄武岩覆盖。白垩纪末期，马达加斯加与其他大陆完全隔绝。

## 现代构造
马达加斯加的地震火山活动仍然活跃。地震最活跃的地区是岛中部的塔那那利佛高原，1985年和1991年曾发生过矩阵级5.2、5.5的地震。高原北部的Aloatra-Ankay断裂带及海中的戴维海脊也是地震活跃区，后者是东非大裂谷的延伸。
塔那那利佛高原包含一个主要的火山区，有火山锥和大量火山流。从新近纪到第四纪，这里一直很活跃。西北部有最近活跃的科摩罗群岛，据推测这与热点有关。
马达加斯加板块目前主要与非洲板块一起运动，因此有人质疑马达加斯加板块应是非洲板块的一部分。 